# Lee Chong-min
Lee Chong-min (* 10. Mai 1999 in Seoul) ist ein südkoreanischer Eishockeyspieler, der seit Oktober 2024 beim Bloomington Bison aus der ECHL unter Vertrag steht.

## Karriere
Lee Chong-min begann seine Karriere als Eishockeyspieler in Kanada, wo er in verschiedenen Juniorenligen spielte. Dabei gewann er 2015 mit den Vancouver NE Chiefs die British Columbia Elite Hockey League U18 und 2019 mit den Prince George Spruce Kings die Meisterschaft der British Columbia Hockey League. Aufgrund einer Schulterverletzung konnte er ab November 2019 kein Spiel mehr für die Spruce Kings bestreiten. 2020 ging er in die Vereinigten Staaten und spielte ein Jahr für das Team der University of Alaska Anchorage. 2021 wechselte er nach Schweden, wo er zunächst für den Nässjö HC in der viertklassigen Hockeytvåan und ab Dezember 2021 bei Tranås AIF in der drittklassigen Hockeyettan spielte. 2023 wechselte er zu Anyang Halla in die Asia League Ice Hockey, die er mit dem Klub 2024 gewinnen konnte.
Anschließend wagte der Südkoreaner im Oktober den Sprung nach Nordamerika, wo er im Oktober 2024 vom Bloomington Bison aus der ECHL unter Vertrag genommen wurde.

### International
Für Südkorea nahm Lee Chong-min bereits an der U18-Weltmeisterschaft 2016 in der Division I teil.
Sein Debüt in der Herren-Auswahl des ostasiatischen Landes gab er bei der Weltmeisterschaft 2022 in der Division I. Dort spielte er auch 2024, als er zum besten Spieler seiner Mannschaft gewählt wurde und 2025. Zudem vertrat er sein Heimatland bei der Qualifikation für die Olympischen Winterspiele in Mailand 2026 und den Winter-Asienspiele 2025, als der dritte Platz belegt wurde.

## Erfolge und Auszeichnungen
- 2019 Fred-Page-Cup-Gewinn mit den Prince George Spruce Kings
- 2024 Asia-League-Ice-Hockey-Gewinn mit Anyang Halla
- 2025 Bronzemedaille bei den Winter-Asienspielen 2025